# La Reine des diamants
Pour plus de détails, voir Fiche technique et Distribution.
La Reine des diamants (Queen o'Diamonds) est un film muet américain réalisé par Chester Withey et sorti en 1926.

## Synopsis
Jerry Lyon, une choriste, est persuadée de se faire passer pour son sosie, Jeanette Durant, une star de Broadway dont le mari, LeRoy Phillips, est un voleur de diamants. L'usurpation d'identité devient réalité lorsqu'elle est involontairement impliquée dans un réseau de vol en plus d'être soupçonnée de meurtre.
Après une série de mésaventures, Jerry réussi à prouver son innocence.

## Fiche technique
- Titre : La Reine des diamants
- Titre original : Queen o'Diamonds
- Réalisation : Chester Withey
- Scénario : Fred Myton
- Photographie : Roy H. Klaffki
- Montage :
- Producteur :
- Société de production : Robertson-Cole Pictures Corporation
- Société de distribution : Film Booking Offices of America
- Pays de production :  États-Unis
- Langue : film muet avec les intertitres en anglais
- Format : Noir et blanc — 35 mm — 1,33:1 — Muet
- Genre : Drame
- Durée :
- Dates de sortie : 
  - États-Unis : 24 janvier 1926
  - Royaume-Uni : mars 1927

## Distribution
- Evelyn Brent : Jeanette Durant / Jerry Lyon
- Elsa Lorimer : Mme Ramsey
- Phillips Smalley : Mr. Ramsey
- William Bailey : LeRoy Phillips
- Theodore von Eltz : Daniel Hammon